# 다나카 세이타로
다나카 세이타로(일본어: 田中 誠太郎, 2003년 1월 7일~)는 일본의 축구 선수이다.

## 구단 경력
그는 2024년 J3리그의 테게바자로 미야자키에 입단했다.